# Mark Moses
Mark W. Moses (24 de febrero de 1958) es un actor estadounidense.

## Biografía
Mark Moses nació en Nueva York el 24 de febrero de 1958. 
Su hermano menor es el actor y cantante Burke Moses.
Mark está casado con Annie LaRussa, la pareja tiene dos hijos Walker y Zane Moses.

## Carrera
Moses interpretó a un personaje principal de una obra de Broadway titulada Burleigh Grimes (el cual no tiene nada que ver con el jugador de béisbol Burleigh Grimes).
En 1985 obtuvo su primer papel para la televisión cuando se unió a la miniserie North and South donde interpretó al décimo octavo presidente de los Estados Unidos, Ulysses S. Grant.
En 1991 interpretó al empresario, fundador, director general y jefe de "Elektra Records": Jac Holzman en la película The Doors.
En 1995 se unió al elenco principal de la primera temporada de la serie The Single Guy donde interpretó a Matt Parker.
Ese mismo año apareció como invitado en la serie Diagnosis Murder donde dio vida a Stuart Tyler en el episodio "How to Murder Your Lawyer", anteriormente había aparecido por primera vez en la serie en 1994 donde interpretó a Robin Westlin durante el episodio "The Restless Remains".
En 2001 interpretó al asistente del fiscal de distrito Hoover en el episodio "Hats Off to Larry" de la serie Ally McBeal, más tarde volvió a interpretar a Hoover ahora en el episodio "Woman" del 2002. Ese mismo año apareció en la película James Dean donde interpretó a Dick Clayton, el agente del actor James Dean (James Franco). La película fue una biografía basada en la vida del actor estadounidense.
En 2004 obtuvo mayor fama cuando se unió al elenco de la popular serie de televisión Desperate Housewives donde interpretó a Paul Young hasta 2011.
En 2006 apareció en la película Big Momma's House 2 donde interpretó a Tom Fuller, un antiguo especialista de inteligencia militar del ejército estadounidense que crea un programa informático que permite acceder a las fuerzas extranjeras a los confidenciales archivos de inteligencia gubernamental de Estados Unidos luego de que su familia es amenazada.
En 2007 apareció por primera vez como personaje recurrente en la serie de televisión Mad Men donde interpreta el papel de Duck Philips, hasta ahora.
En 2008 interpretó al fiscal general Wyatt en la película Swing Vote, protagonizada por Kevin Costner.
En 2009 apareció en la película Ice Twisters donde interpretó al excientífico Charlie.
En 2011 dio vida al senador Cramer en el episodio "It Takes a Village" de la famosa serie Criminal Minds, más tarde volvió a aparecer en la serie en 2013 ahora dando vida a un director. Ese mismo año apareció durante el episodio "Road Block" de la serie The Closer donde interpretó al comisionado Jay Meyers.
En 2012 se unió como personaje invitado a la popular serie C.S.I. donde dio vida a Jeffrey Forsythe durante el episodio "Risky Business Class", anteriormente había aparecido por primera vez en la serie en 2000 donde interpretó a Scott Shelton en el episodio "Sex, Lies and Larvae".
Ese mismo año interpretó al alcalde Richard Barnes en un episodio de la serie Common Law.
En 2013 apareció como invitado en un episodio de la serie Scandal donde interpretó al congrsista Jim Struthers.
Ese mismo año interpretó a Oliver Purcell, un espía ruso en un episodio de la serie Elementary.
En 2015 se unió al elenco recurrente de la segunda temporada de la serie The Last Ship donde interpretó al presidente de los Estados Unidos, Jeffrey "Jeff" Michener, hasta el séptimo episodio de la tercera temporada en 20

## Filmografía

### Series de televisión
| Año                   | Título                            | Personaje                  | Notas                                               |
| --------------------- | --------------------------------- | -------------------------- | --------------------------------------------------- |
| 2019                  | La Reina del Sur 2                | Presidente de los EE. UU.  | 2 episodios - telenovela                            |
| 2016                  | Berlin Station                    | -                          | episodio "By Way of Deception"                      |
| 2016                  | Crunch Time                       | Montgomery Wittington      | 2 episodios - miniserie                             |
| 2014-2016             | The Last Ship                     | Jeffrey "Jeff" Michener    | 16 episodios                                        |
| 2007-2010, 2013, 2015 | Mad Men                           | Duck Phillips              | 22 episodios                                        |
| 2014                  | Homeland                          | Dennis Boyd                | 7 episodios                                         |
| 2014                  | Manhattan                         | Col. Alden Cox             | 8 episodios                                         |
| 2014                  | Rake                              | Dr. Sam Falcon             | episodio "Man's Best Friend"                        |
| 2013                  | Scandal                           | Jim Struthers              | episodio "Mrs. Smith Goes to Washington"            |
| 2013                  | Criminal Minds                    | Director                   | 2 episodios                                         |
| 2013                  | Blue Bloods                       | Curtis Swint               | episodio "Inside Jobs"                              |
| 2013                  | Elementary                        | Oliver Purcell             | episodio "Dirty Laundry"                            |
| 2012                  | C.S.I.                            | Jeffrey Forsythe           | episodio "Risky Business Class"                     |
| 2012                  | CSI: New York                     | Blake Connors              | episodio "Late Admissions"                          |
| 2012                  | Key and Peele                     | General de la Guerra Civil | episodio # 2.2                                      |
| 2012                  | The Killing                       | Lt. Erik Carlson           | 9 episodios                                         |
| 2012                  | Common Law                        | Richard Barnes             | episodio "The Ex-Factor"                            |
| 2012                  | Fairly Legal                      | Bob                        | episodio "Satisfaction"                             |
| 2011                  | The Closer                        | Jay Meyers                 | episodio "Road Block"                               |
| 2011                  | Covert Affairs                    | Will                       | episodio "Around the Sun"                           |
| 2004-2011             | Desperate Housewives              | Paul Young                 | 76 episodios                                        |
| 2010                  | CSI: Miami                        | Chuck Williams             | episodio "Mommie Deadest"                           |
| 2010                  | Human Target                      | Hollis                     | episodio "Pilot"                                    |
| 2009                  | Castle                            | Blake Wellesley            | episodio "Kill the Messenger"                       |
| 2009                  | Ghost Whisperer                   | Dr. Forrest Morgan         | episodio "Devil's Bargain"                          |
| 2009                  | Drop Dead Diva                    | Joe Dobkins                | episodio "The Chinese Wall"                         |
| 2007-2008             | Boston Legal                      | A.D.A. George McDougal     | 2 episodios                                         |
| 2008                  | Law & Order: Special Victims Unit | James Grall                | episodio "Inconceivable"                            |
| 2007                  | Without a Trace                   | Rob Darcy                  | episodio "Without You"                              |
| 2004                  | Oliver Beene                      | Dr. Herbert                | episodio "Catskills"                                |
| 2004                  | NYPD Blue                         | Andrew Moss                | episodio "Who's Your Daddy?"                        |
| 2004                  | Las Vegas                         | Dr. Miles Marks            | episodio "Things That Go Jump in the Night"         |
| 2004                  | The District                      | Richard Lowe               | episodio "Party Favors"                             |
| 2004                  | Malcolm in the Middle             | Richard                    | episodio "The Block Party"                          |
| 2003                  | The West Wing                     | Donald Richter             | episodio "Abu el Banat"                             |
| 2003                  | 10-8: Officers on Duty            | Dan Harris                 | episodio "Gimme Shelter"                            |
| 2003                  | American Dreams                   | -                          | episodio "Life's Illusions"                         |
| 2003                  | 7th Heaven                        | Mr. Smith                  | episodio "Long Bad Summer: Part 1"                  |
| 2003                  | ER                                | Mr. Marks                  | episodio "When Night Meets Day"                     |
| 2003                  | The Practice                      | Henry Winslow              | episodio "Character Evidence"                       |
| 2002                  | Boomtown                          | Don Schneider              | episodio "Coyote"                                   |
| 2002                  | Presidio Med                      | Nathan                     | 2 episodios                                         |
| 2002                  | Providence                        | -                          | episodio "It's Raining Men"                         |
| 2001-2002             | Ally McBeal                       | Abogado Hoover             | 2 episodios                                         |
| 2001                  | Star Trek: Enterprise             | Henry Archer               | 2 episodios                                         |
| 2001                  | 18 Wheels of Justice              | Ethan Singer               | episodio "Old Wives' Tale"                          |
| 2000                  | CSI: Crime Scene Investigation    | Scott Shelton              | episodio "Sex, Lies and Larvae"                     |
| 2000                  | Beyond Belief: Fact or Fiction    | Frank (el escritor)        | episodio "The Wailing"                              |
| 2000                  | JAG                               | Deke Carson / Earl Ticktin | episodio "Real Deal SEAL"                           |
| 2000                  | Judging Amy                       | Mark Pruitt                | episodio "Shaken, Not Stirred"                      |
| 1999                  | It's Like, You Know...            | Fred Swedlowe              | episodio "Hollywood Shuffle"                        |
| 1999                  | Star Trek: Voyager                | Naroq                      | episodio "Riddles"                                  |
| 1999                  | Touched by an Angel               | Seth                       | episodio "The Last Day of the Rest of Your Life"    |
| 1999                  | Family Law                        | -                          | episodio "Damages"                                  |
| 1999                  | Pensacola: Wings of Gold          | Agente Margolis            | episodio "Rules of Engagement"                      |
| 1998                  | Chicago Hope                      | Ron Greenfield             | episodio "Wag the Doc"                              |
| 1998                  | LateLine                          | Jack Hunter                | episodio "Al Anonymous"                             |
| 1995-1996             | The Single Guy                    | Matt Parker                | 22 episodios                                        |
| 1995                  | The Crew                          | Jake                       | episodio "Invitation to a Wedding"                  |
| 1995                  | Diagnosis: Murder                 | Stuart Tyler               | episodio "How to Murder Your Lawyer"                |
| 1995                  | The 5 Mrs. Buchanans              | Rev. Charles Buchanan      | episodio "Becoming a Buchanan"                      |
| 1995                  | Party of Five                     | Ben Atkins                 | episodio "It's Not Easy Being Green"                |
| 1994                  | The George Carlin Show            | Brad                       | episodio "George Looks Down the Wrong End of a .38" |
| 1994                  | The Commish                       | Stuart Walsh               | episodio "The Letter of the Law"                    |
| 1994                  | Silk Stalkings                    | Paul Dyer                  | episodio "Love Bandit"                              |
| 1990                  | Grand                             | Richard Peyton             | 20 episodios                                        |
| 1990                  | Father Dowling Mysteries          | -                          | episodio "The Movie Mystery"                        |
| 1990                  | Matlock                           | Donald Ware                | episodio "The Cookie Monster"                       |
| 1990                  | The Golden Girls                  | David                      | episodio "An Illegitimate Concern"                  |
| 1989                  | American Playhouse                | Ira Martin                 | episodio "The Silence at Bethany"                   |
| 1987                  | Ohara                             | Downs                      | episodio "Will"                                     |
| 1996                  | Family Ties                       | Rick Albert                | episodio "Teacher's Pet"                            |
| 1985                  | North and South                   | Ulysses S. Grant           | episodio # 1.1 - miniserie                          |

### Películas
| Año  | Título                     | Personaje             | Notas |
| ---- | -------------------------- | --------------------- | --- |
| 2014 | Atlas Shrugged: Part III   | Midas Mulligan        | junto a Kristoffer Polaha, Peter Mackenzie, Greg Germann, Joaquim de Almeida, Jen Nikolaisen y Rob Morrow          |
| 2014 | Cesar Chavez               | Fred Ross             | junto a Rosario Dawson, America Ferrera, Wes Bentley, Jacob Vargas, Gabriel Mann y John Malkovich                  |
| 2013 | The Tsarevich              | Emperador Nicholas II | corto - junto a Michael Fitzgerald, Micah Fitzgerald, Cristina Franco, Johnny Mask y Steve Humphreys               |
| 2009 | Ice Twisters               | Charlie               | junto a Camille Sullivan, Kaj-Erik Eriksen, Alex Zahara, Ryan Kennedy, Luisa D'Oliveira y Chelan Simmons           |
| 2009 | Acceptance                 | Wilson Rockefeller    | junto a Mae Whitman, Joan Cusack, John Atwood, Rachael Bean, Angie Bolling y Brigid Brannagh                       |
| 2009 | Carriers                   | Doctor                | junto a Lou Taylor Pucci, Chris Pine, Piper Perabo, Emily VanCamp, Christopher Meloni y Kiernan Shipka             |
| 2008 | Swing Vote                 | Fiscal Wyatt          | junto a Kevin Costner, Madeline Carroll, Paula Patton, Kelsey Grammer, Dennis Hopper y Stanley Tucci               |
| 2006 | Letters from Iwo Jima      | Oficial Americano     | junto a Ken Watanabe, Kazunari Ninomiya, Tsuyoshi Ihara, Shidô Nakamura y Hiroshi Watanabe                         |
| 2006 | Big Momma's House 2        | Tom Fuller            | junto a Martin Lawrence, Nia Long, Emily Procter, Zachary Levi, Kat Dennings, Chloë Grace Moretz y Marisol Nichols |
| 2005 | Monster-in-Law             | Cliente en Cafetería  | junto a Jennifer Lopez, Jane Fonda, Michael Vartan, Wanda Sykes, Adam Scott y Monet Mazur                          |
| 2004 | After the Sunset           | Agente del FBI        | junto a Pierce Brosnan, Salma Hayek, Woody Harrelson, Don Cheadle, Naomie Harris, Chris Penn y Troy Garity         |
| 2001 | Race to Space              | Alan Shepard          | junto a James Woods, Annabeth Gish, Alex D. Linz, Wesley Mann, William Devane y William Atherton                   |
| 2001 | James Dean                 | Dick Clayton          | junto a James Franco, Michael Moriarty, Valentina Cervi, Enrico Colantoni, Edward Herrmann y Joanne Linville       |
| 1999 | Treehouse Hostage          | Rick Taylor           | junto a Jim Varney, Joey Zimmerman, Todd Bosley, Richard Kline, Jack McGee y Christopher Doyle                     |
| 1999 | One Man's Hero             | Col. Benton Lacy      | junto a Tom Berenger, Joaquim de Almeida, Daniela Romo, Stuart Graham, Ilia Volok y Patrick Bergin                 |
| 1998 | Deep Impact                | Tim Urbanski          | junto a Robert Duvall, Elijah Wood, Morgan Freeman, Vanessa Redgrave, Maximilian Schell y James Cromwell           |
| 1991 | The Doors                  | Jac Holzman           | junto a Val Kilmer, Meg Ryan, Kyle MacLachlan, Frank Whaley, Kevin Dillon, Michael Wincott y Michael Madsen        |
| 1990 | Dead Men Don't Die         | Jordan Penrose        | junto a Elliott Gould, Melissa Sue Anderson, Mabel King y Jack Betts                                               |
| 1989 | Born on the Fourth of July | Doctor                | junto a Tom Cruise, Daniel Baldwin, Tom Sizemore, Tom Berenger, Stephen Baldwin y Kyra Sedgwick                    |
| 1986 | Platoon                    | Lt. Wolfe             | junto a Tom Berenger, Keith David, Willem Dafoe, Forest Whitaker, Kevin Dillon, John C. McGinley y Johnny Depp     |

### Narrador
| Año  | Título                                             | Notas      |
| ---- | -------------------------------------------------- | ---------- |
| 2012 | Guns 'n' Hoses: 100 Years of FDNY vs NYPD Baseball | documental |
| 2005 | Forgotten China                                    | documental |

### Escritor
| Año  | Título                                             | Notas      |
| ---- | -------------------------------------------------- | ---------- |
| 2012 | Guns 'n' Hoses: 100 Years of FDNY vs NYPD Baseball | documental |

## Premios y nominaciones
| Año  | Categoría                                                 | Premio                    | Serie                | Resultado |
| ---- | --------------------------------------------------------- | ------------------------- | -------------------- | --------- |
| 2015 | Outstanding Performance by an Ensemble in a Drama Series  | Screen Actors Guild Award | Homeland             | Nominados |
| 2008 | Outstanding Performance by an Ensemble in a Drama Series  | Screen Actors Guild Award | Mad Men              | Ganaron   |
| 2006 | Outstanding Performance by an Ensemble in a Comedy Series | Screen Actors Guild Award | Desperate Housewives | Ganaron   |
| 2005 | Outstanding Performance by an Ensemble in a Comedy Series | Screen Actors Guild Award | Desperate Housewives | Ganaron   |